# Grazie per averci scelto
Grazie per averci scelto è una trasmissione radiofonica trasmessa da Radio Rai sulle frequenze di Radio 2 e condotta in studio da Marco Santin, noto anche per essere uno dei componenti della Gialappa's Band, e da Nicoletta Simeone, già speaker di Radio Capital.
Progetto destinato ad avere una durata di tre mesi venne premiato da un gradimento in costante aumento che ne allungò la durata all'intera stagione.
Collocato nella fascia mattutina vicino ad altre storiche trasmissioni di successo come Il ruggito del coniglio, il programma si articola in un format basato su un argomento del giorno trattato dalla esuberanza di Santin assecondata dalla simpatia della Simeone che, come spalla apparentemente involontaria, si rende artefice di simpatiche gaffe. In ogni puntata è invitato a partecipare un ospite, spesso dichiaratamente legato da rapporti di amicizia e conoscenza con Santin e che rappresenta il panorama musicale e culturale di attualità, in cui si racconta agli ascoltatori, in tema con l'impostazione della trasmissione, tra aneddoti e divertenti episodi meno noti della loro carriera. Caratteristica è l'abitudine di far presentare all'ospite una scaletta di brani a lui più cari contribuendo a donare eterogeneità alla scelta degli intermezzi musicali.
La goliardica predisposizione alla conduzione non vanifica però la profondità di alcuni argomenti trattati, caratteristica di un'altra trasmissione storica della stessa emittente, Caterpillar, dando prova di professionalità di tutto l'apparato di produzione curato, come Caterpillar, da Renzo Ceresa.
La trasmissione, già destinata a terminare ad inizio luglio 2010, dopo la puntata del 15 giugno 2010 è stata improvvisamente soppressa (e cancellata dal palinsento di Radio 2) dal direttore di rete Flavio Mucciante.
Il motivo ufficiale del prematuro taglio sarebbe la pubblicità che Marco Santin ha dato a trasmissioni di altre emittenti radiofoniche da lui condotte. Dietro la vicenda, secondo alcune voci non confermate, ci sarebbero in realtà pressioni politiche legate ad alcune prese di posizione "scomode" dei due conduttori che, ad esempio, hanno condotto una lunga campagna in favore della famiglia di Stefano Cucchi, chiedendo con forza che venga fatta piena luce sulla sua tragica morte. Peraltro, la soppressione del programma si ricollega idealmente con la decisione di Mucciante di non confermare, in occasione dei Mondiali 2010, il programma della Gialappa's Rai dire Gol, che vedeva il trio comico ospite di Radio 2 fin dal 1998.

## Riconoscimenti
Nell'ottobre 2008, presso il Palais di Saint-Vincent, la trasmissione si aggiudica il premio Radiogrolla 2008 come miglior trasmissione radiofonica dell'anno con la motivazione: Premiati per l'ironia e l'irriverenza con cui raccontano gli italiani e le loro abitudini.